# Улица Чалабяна
У́лица Чалабя́на — улица в историческом районе Большие Исады в центральной части Астрахани. Начинчается от улицы Калинина между сквером Наташи Качуевской и безымянной площадью с памятником Курмангазы Сагырбайулы и идёт с северо-запада на юго-восток до улицы Свердлова, пересекая улицы Саратовскую, Победы и Ногина.
Улица застроена малоэтажными зданиями дореволюционного периода, в том числе памятниками архитектуры.

## История
До 1837 года улица называлась Средней, затем получила название Николо-Часовенная или Николо-Часовенская. В 1920 году переименована во 2-ю Интернациональную, в 1936 — в Астраханскую. В 1939 году получила современное название в честь революционера Степана Ивановича Чалабяна, астраханца, члена РКП(б), участника Гражданской войны.

## Застройка
- дом 2/12 —  памятник архитектуры Дом Соломонова (первая половина XIX в.)
- дом 7 —  памятник архитектуры Дом жилой
- дом 11 —  памятник архитектуры Дом жилой (начало XX в.)
- дом 16/11 —  памятник архитектуры  Здание клуба Астраханского казачьего войска (1906‒1907 гг.)
- дом 26/9/21-23-25 —  памятник архитектуры Фабрика макаронная А. М. Фёдорова (комплекс зданий паровой фабрики Фёдорова)
- дом 28 —  памятник архитектуры Дом с лавками (бывший дом Г. И. Мухаметова, 1900 г.)

## Транспорт
Ближайшая к улице Чалабяна остановка маршрутных такси — «Магазин «„Каспий“» — располагается около её северного окончания, ближайшая остановка автобусов — «Рынок № 1» — недалеко от южного на улице Ногина.

## Фотогалерея

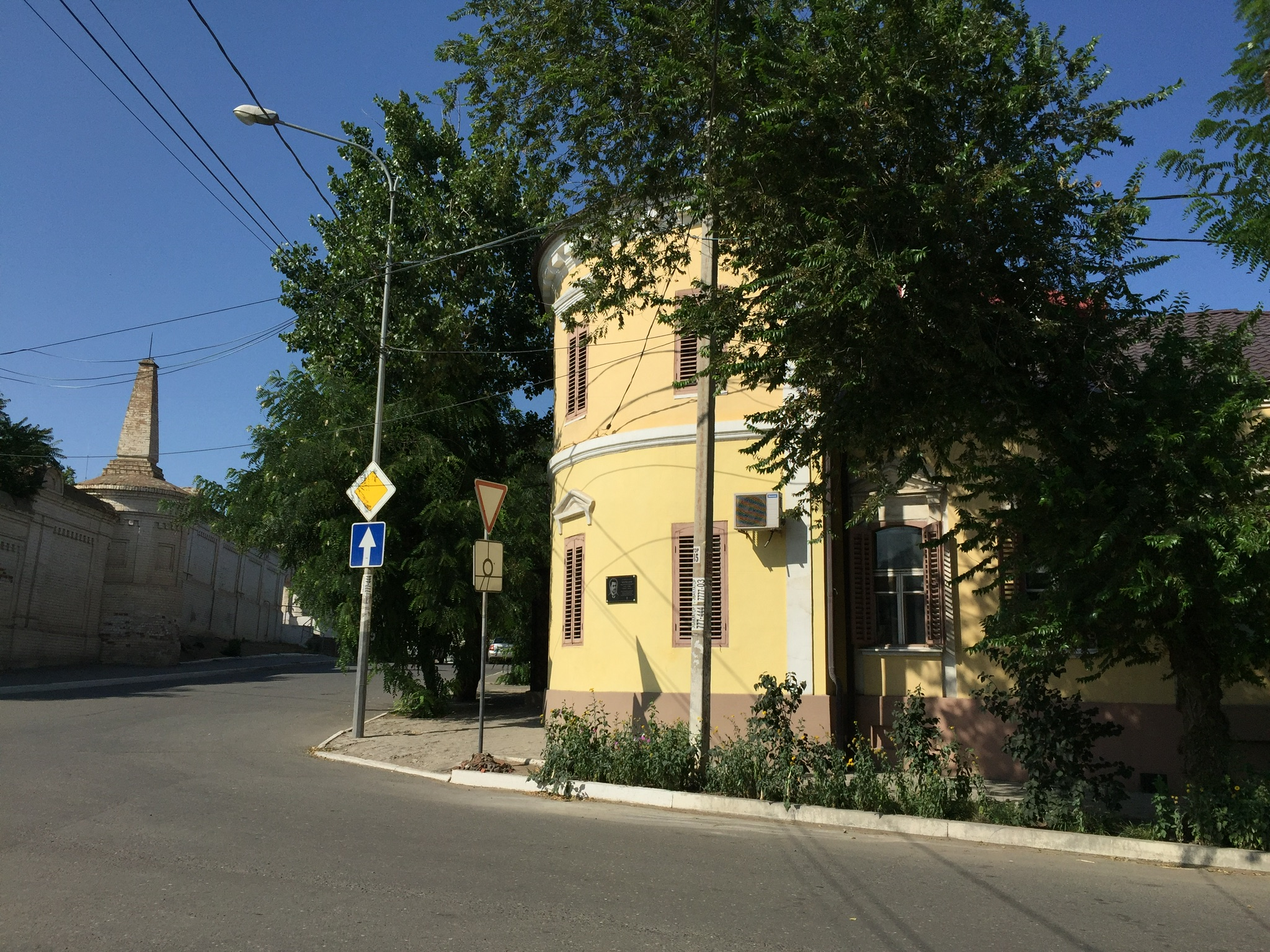
Дом 1 по улице Чалабяна на углу с улицей Калинина
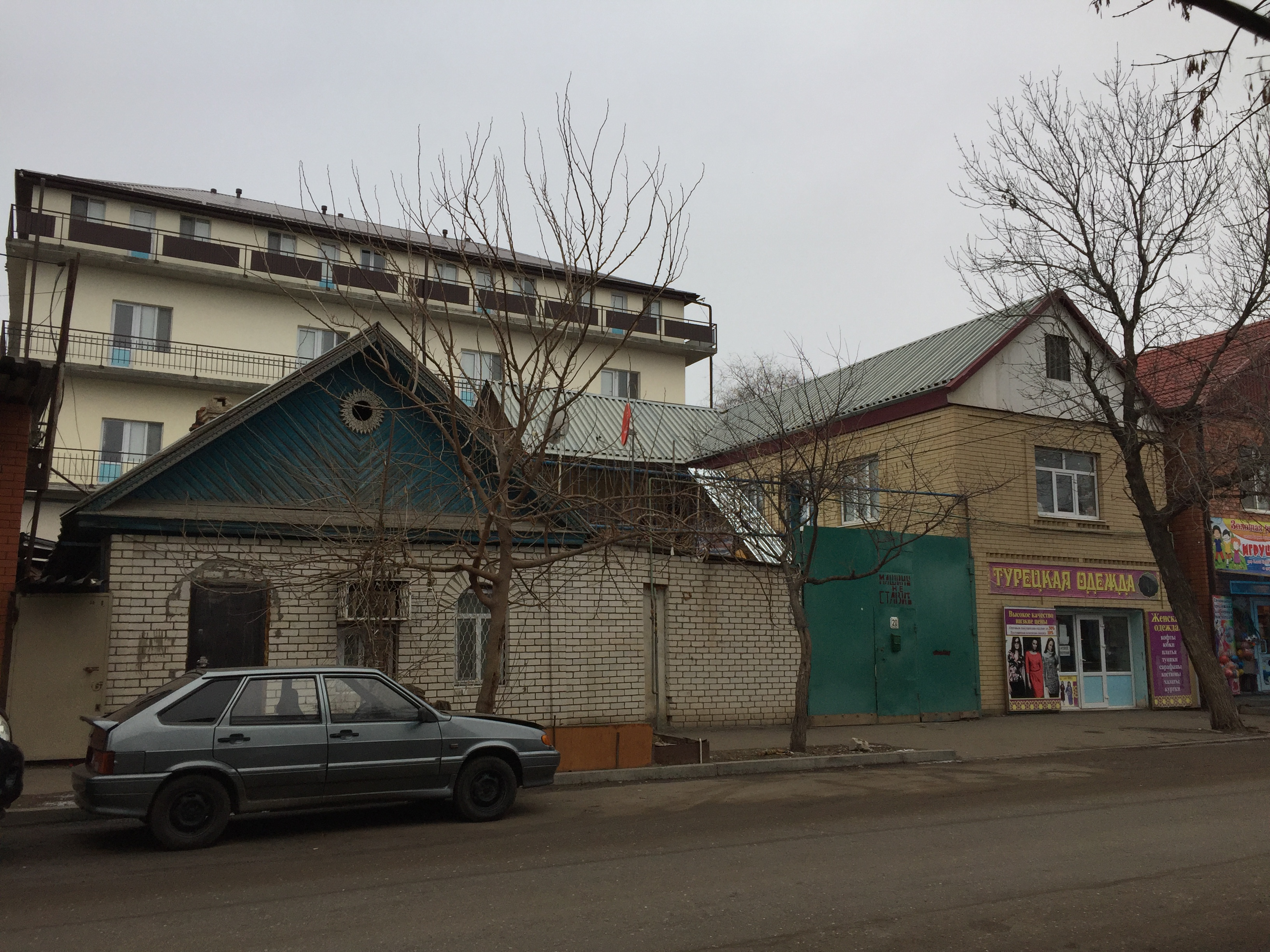
Дома 20 и 22 по улице Чалабяна